# نورا دان
نورا دان (بالإنجليزية: Nora Dunn)‏ هي ممثلة أمريكية، ولدت في 29 أبريل 1952 بشيكاغو في الولايات المتحدة.

## أعمال

### أفلام
- (1988) الفتاة العاملة[5]
- (1998) بول وورث[6]
- (1999) ثلاثة ملوك[7]
- (2001) زولاندر[8]
- (2003) بروس الخارق[9]
- (2004) قوانين الجاذبية[10]
- (2008) قطار الأناناس السريع[11]
- (2012) لول[12]

### مسلسلات
- الجميع يحب رايموند
- الفتاة الجديدة
- المربية
- الملفات الغامضة
- بوشنغ ديزيز[13]
- عقول إجرامية
- فيوتشوراما
- قانون ونظام[14]

## وصلات خارجية
- نورا دان على موقع IMDb (الإنجليزية)
- نورا دان على موقع ألو سيني (الفرنسية)
- نورا دان على موقع ميوزك برينز (الإنجليزية)
- نورا دان على موقع تيرنر كلاسيك موفيز (الإنجليزية)
- نورا دان على موقع أول موفي (الإنجليزية)
- نورا دان على موقع قاعدة بيانات الأفلام السويدية (السويدية)
- نورا دان على موقع إن إن دي بي (الإنجليزية)
- نورا دان على موقع قاعدة بيانات الفيلم (الإنجليزية)
- نورا دان على موقع كينوبويسك (الروسية)